# Euxesta eluta
Euxesta eluta är en tvåvingeart som beskrevs av Friedrich Hermann Loew 1868.
Euxesta eluta ingår i släktet Euxesta och familjen fläckflugor. Inga underarter finns listade i Catalogue of Life.